# Джонка

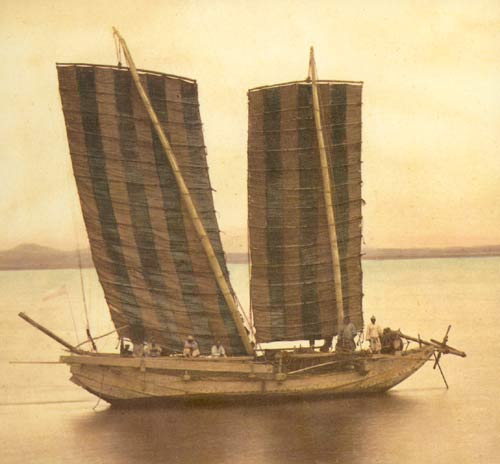
Корейская джонка на фотографии 1871 года

Джонка — традиционное китайское парусное судно для плавания по рекам и вблизи морского побережья. До сих пор широко используется в водах Юго-Восточной Азии. Слово происходит от малайского djong, что в свою очередь является искажением южноминьского слова 船, chûn, означающего «судно».
Отличительные черты джонки — паруса из бамбуковых рей и циновок в форме четырёхугольника, а также приподнятые нос и корма. Паруса можно сворачивать наподобие жалюзи. Массивный руль заменяет киль. Число мачт достигает пяти.
Точное время изобретения джонки неизвестно, во время династии Хань они уже были широко распространены. В раннем средневековье джонки использовались в военных целях, уже тогда заплывая в воды Индонезии и даже Индии.

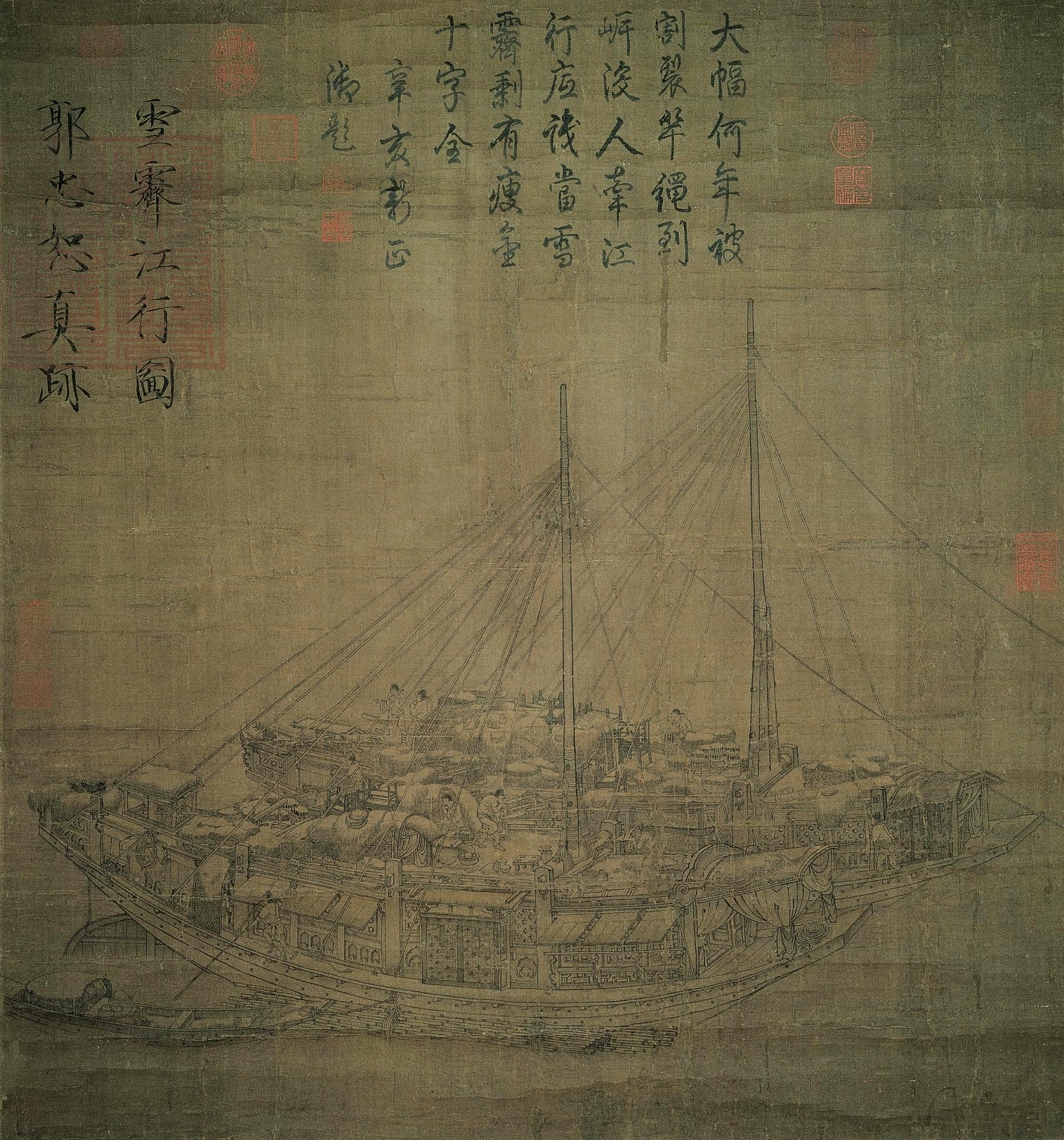
Китайский художник Го Чжуншу. Речная джонка, X век

Историки считают, что первые джонки появились приблизительно 1 000 лет до н.э., поэтому их можно назвать одними из наиболее древних парусных судов. Египетские лодки тоже считаются древнейшими парусными судами, но, в отличие от них, джонки были исключительно парусными судами и не предусматривали труд гребцов.
Эти суда оснащали несколькими мачтами, на которые ставили прямоугольные паруса, собранные из циновок и убираемые по типу современных жалюзи.
Со временем джонки вошли в употребление по всей Восточной Азии и стали использоваться для длительных морских переходов. В 1846—1848 годах 800-тонная гонконгская джонка «Кхэйин» обогнула мыс Доброй Надежды и стала первым китайским судном, бросившим якорь на рейде Нью-Йорка. В Англии эту диковинку посетила сама королева Виктория.
С переводом военного флота на паровую основу джонка сохранила значение высокоманёвренного грузового судна. В некоторых районах Вьетнама джонки используются как плавучее жильё.

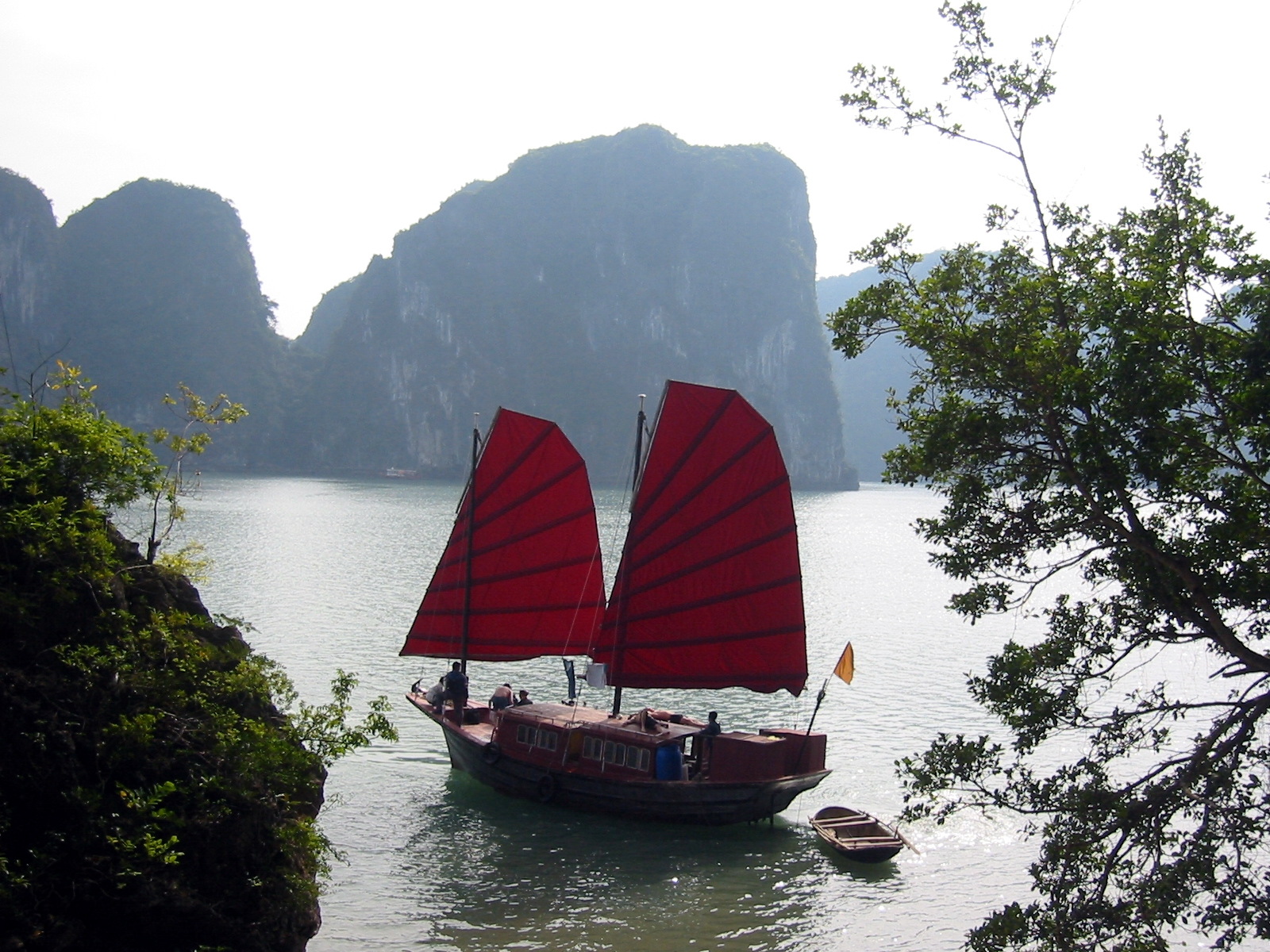
Современная вьетнамская джонка.
Моторная китайская джонка. Фуюань.

## Интересный факт
Как утверждают некоторые исследователи, подвесной руль впервые появился именно на джонках, он заменял им киль.